# شاکر البرقاوی
شاکر البرقاوی (انگلیسی: Chaker Bargaoui؛ زادهٔ ۴ آوریل ۱۹۸۳) بازیکن فوتبال اهل تونس است.
از باشگاه‌هایی که در آن بازی کرده‌است می‌توان به باشگاه فوتبال المعب تونس، باشگاه فوتبال صفاقسی، و باشگاه فوتبال بنزرتی اشاره کرد.
وی همچنین در تیم ملی فوتبال تونس بازی کرده‌است.